# Renato Raffaele Martino
Renato Raffaele Martino (Salerno, 23 novembre 1932 – Roma, 28 ottobre 2024) è stato un cardinale e arcivescovo cattolico italiano.

## Biografia

### Ministero sacerdotale
Ricevette l'ordinazione presbiterale il 20 giugno 1957 nella cattedrale di Salerno dall'arcivescovo Demetrio Moscato. Dopo un periodo di servizio nella diplomazia vaticana lavorò nelle nunziature di Nicaragua, Filippine, Libano, Canada e Brasile.

### Nunzio apostolico
Nominato il 14 settembre 1980 arcivescovo titolare di Segerme e pro-nunzio in Thailandia, delegato apostolico in Singapore, Malaysia, Laos e Brunei (dal 1983), ricevette l'ordinazione episcopale il 14 dicembre 1980 dal cardinale Agostino Casaroli, segretario di Stato Vaticano.
Dal 1986 al 2002 svolse l'incarico di osservatore permanente della Santa Sede presso le Nazioni Unite di New York i cui numerosi interventi sul disarmo, sulla povertà e la difesa dei diritti umani ebbero vasta eco.
Inoltre, per sostenere le iniziative della Santa Sede all'ONU nel 1991, fondò l'associazione "Path to Peace Foundation".

### Incarichi nella Curia romana e cardinalato
Richiamato a Roma da papa Giovanni Paolo II per guidare, in qualità di presidente, il Pontificio consiglio della giustizia e della pace (1º ottobre 2002), fu creato cardinale nel concistoro del 21 ottobre 2003.
Il 25 ottobre 2005 presentò il Compendio della Dottrina Sociale della Chiesa.
L'11 marzo 2006 papa Benedetto XVI lo chiamò a presiedere anche il Pontificio consiglio della pastorale per i migranti e gli itineranti; il 28 febbraio 2009 gli succedette in tale incarico monsignor Antonio Maria Vegliò. Fu inoltre membro della Congregazione per l'evangelizzazione dei popoli, del Pontificio consiglio "Cor Unum" e dell'Amministrazione del patrimonio della Sede Apostolica.
Nel maggio 2007 partecipò alla V conferenza episcopale latinoamericana ad Aparecida come membro designato dal papa.
Nel novembre dello stesso anno, in una intervista al TG2, criticò un tipo di darwinismo, definendolo, fra l'altro, "figlio del marxismo".
Il 4 aprile 2008 ricevette la laurea specialistica honoris causa in Scienze delle Relazioni Internazionali (per il suo curriculum in Relazioni Internazionali) presso l'Università degli Studi di Salerno.
Il 21 aprile 2009 fu nominato, da papa Benedetto XVI, presidente della Commissione episcopale per l'Almo collegio Capranica, dove fu alunno dal 1951 al 1962.
Dal 2010 al 2019 fu presidente onorario del Dignitatis Humanae Institute, un'associazione della destra cattolica con sede nella Certosa di Trisulti.
Fu membro del Comitato di patrocinio del Coordinamento internazionale per il Decennio di una cultura della non violenza e della pace (2001-2010).
Il 24 ottobre 2009 papa Benedetto XVI accolse la sua rinuncia all'ufficio di presidente del Pontificio consiglio della giustizia e della pace per raggiunti limiti d'età.

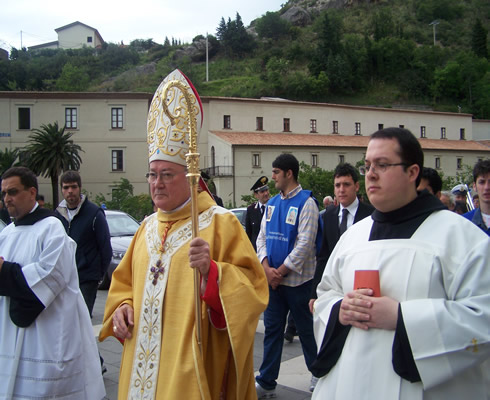
Il cardinale Renato Raffaele Martino a Paola

Il 29 giugno 2010 il principe Carlo di Borbone-Due Sicilie, duca di Castro, gran maestro del ramo "franco-napoletano" dell'Ordine Costantiniano di San Giorgio lo nominò nuovo gran priore dell'Ordine, succedendo al cardinale Albert Vanhoye nominato a sua volta consigliere ecclesiastico della Real Casa dei Borbone di Napoli delle Due Sicilie. Il 23 maggio 2023 l'incarico passò al cardinale Marcello Semeraro.
Il 23 novembre 2012, compiendo 80 anni, uscì dal numero dei cardinali elettori.
Dal 12 giugno 2014 al giorno della morte ricoprì l'incarico di protodiacono di Santa Romana Chiesa.

### Morte e sepoltura
Morì a Roma il 28 ottobre 2024, dopo una lunga malattia, un mese prima di compiere 92 anni. Le esequie vennero celebrate il 30 ottobre dal cardinale Giovanni Battista Re, decano del collegio cardinalizio, all'altare della Cattedra nella basilica di San Pietro in Vaticano; al termine, papa Francesco presiedette il rito dell'ultima commendatio e della valedictio. Il giorno successivo, venne celebrata dall'arcivescovo Andrea Bellandi nella cattedrale di Salerno una seconda cerimonia funebre, al termine della quale fu sepolto nella cripta della cattedrale, accanto all'arcivescovo Gaetano Pollio e a poca distanza dalla tomba dell'apostolo ed evangelista San Matteo.

## Genealogia episcopale e successione apostolica
La genealogia episcopale è:
- Cardinale Scipione Rebiba
- Cardinale Giulio Antonio Santori
- Cardinale Girolamo Bernerio, O.P.
- Arcivescovo Galeazzo Sanvitale
- Cardinale Ludovico Ludovisi
- Cardinale Luigi Caetani
- Cardinale Ulderico Carpegna
- Cardinale Paluzzo Paluzzi Altieri degli Albertoni
- Papa Benedetto XIII
- Papa Benedetto XIV
- Papa Clemente XIII
- Cardinale Marcantonio Colonna
- Cardinale Giacinto Sigismondo Gerdil, B.
- Cardinale Giulio Maria della Somaglia
- Cardinale Carlo Odescalchi, S.I.
- Cardinale Costantino Patrizi Naro
- Cardinale Lucido Maria Parocchi
- Papa Pio X
- Papa Benedetto XV
- Papa Pio XII
- Cardinale Eugène Tisserant
- Papa Paolo VI
- Cardinale Agostino Casaroli
- Cardinale Raffaele Martino

La successione apostolica è:
- Arcivescovo Giuseppe Fiorini Morosini, O.M. (2008)